# Беспорядки в Загребе на футбольном матче «Динамо» — «Црвена звезда» (1990)

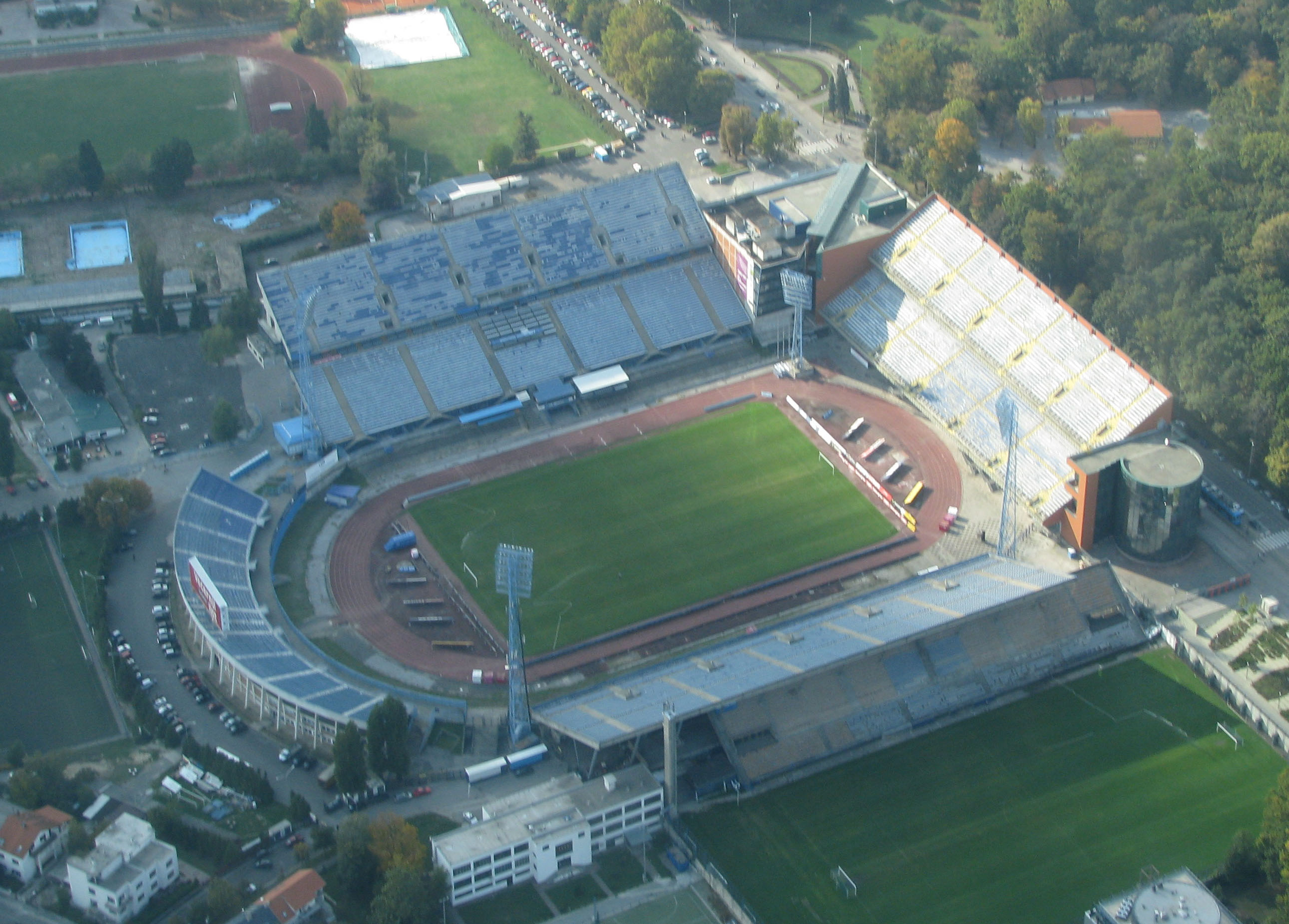
Загребский стадион «Максимир».

Беспорядки в Загребе на футбольном матче «Динамо» — «Црвена звезда» (сербохорв. Немири на Максимиру / Nemiri na Maksimiru,
хорв. Izgredi na utakmici Dinamo – Crvena zvezda), иначе Матч ненависти (сербохорв. Меч мржње / Meč mržnje) — события, произошедшие на загребском стадионе «Максимир» во время матча Чемпионата Югославии по футболу между загребским клубом «Динамо» и белградской «Црвеной звездой» 13 мая 1990 года. В беспорядках серьёзно пострадали более 85 человек, включая избитых, отравленных слезоточивым газом и получивших огнестрельные ранения.

## Ход событий

### Перед матчем
Около трёх тысяч членов группировки фанатов «Црвены звезды» Делије («Герои») прибыли на гостевой матч в Загреб. Их лидером был Желько Ражнатович (известный как Аркан, позднее во время гражданской войны известный сербский командир), который, по неподтверждённым сведениям, присутствовал и на игре. На матче ожидалось 15−20 тысяч зрителей.

### Столкновение
Уже за несколько часов до игры на улицах Загреба произошло множество стычек между фанатскими группировками Bad Blue Boys и Делије. Однако серьёзные неприятности начались непосредственно на стадионе, когда белградские фанаты сломали рекламные щиты, ограждающие их сектор, и атаковали хорватов, используя в драке всё, что было под рукой, включая файеры и оторванные сидения.
Bad Blue Boys, взбешённые действиями оппонентов, спустя полчаса попытались прорваться на поле, однако были оттеснены милицией. Милиционеры использовали против хорватских фанатов резиновые палки и слезоточивый газ. В следующие минуты ситуация вышла из-под контроля: милиция не смогла сдержать натиск динамовских фанатов, и около 350−400 «бело-синих» вырвались на поле с целью добраться до гостевой трибуны. Милиция была сметена превосходящим количеством фанатов, и сражение между противоборствующими сторонами началось по всему полю. Около 150 человек добралось до трибуны красно-белых, нападая на них со сломанными сиденьями, файерами, отобранными у милиции дубинками. Беспорядки были прекращены лишь спустя час, когда силы правопорядка вернулись с многочисленным подкреплением и бронированными машинами, оснащёнными водомётами. В столкновениях пострадали сотни человек.

### Удар Бобана
Среди творящегося хаоса несколько игроков «Динамо» все ещё оставались на поле, когда сербская команда уже ушла в раздевалки. Звонимир Бобан, капитан «Динамо», с разбегу в прыжке ударил ногой полицейского — босняка Рафика Ахметовича. Болельщики кинулись на защиту своего футболиста, действуя как телохранители. После этого удара Бобан стал национальным героем Хорватии, а в Сербии объявлен хорватским националистом. Он был дисквалифицирован Футбольным союзом Югославии на 6 месяцев. Сотрудник полиции, на которого напал Бобан, спустя несколько лет публично простил его за тот удар.

## Последствия
Эти события стали началом конца для югославской Первой лиги. Она формально просуществовала ещё один футбольный сезон до того, как Словения, Хорватия, Македония и Босния и Герцеговина провозгласили независимость от Югославии, и регион был охвачен гражданской войной.

## В искусстве
Матч показан в фильме-трагикомедии югославского режиссёра Эмира Кустурицы «Жизнь как чудо» (2004) как рубеж спокойной счастливой жизни главного героя-железнодорожника.